# جيريمي بيرثود
جيريمي بيرثود (بالفرنسية: Jérémy Berthod) (24 أبريل 1984 في رون ألب) لاعب كرة قدم فرنسي يلعب في نادي الدرجة الأولى أوكسير الفرنسي في مركز الظهير الأيسر .

## المسيرة الرياضية
يعتبر بيرثود أحد مخرجات أكاديمية نادي ليون للناشئين وشارك في أول مباراة رسمية في 13 سبتمبر 2003 في مواجهة نادي أوكسير وانتهت بالتعادل الإيجابي 1-1 . ساهم بشكل ما في تحقيق نادي ليون بطولات دوري الدرجة الأولى الأربع على التوالي كما كان أساسيا في صفوف منتخب فرنسا للشباب تحت 21 سنة .
في يوليو 2007 وافق نادي ليون على التخلي عن بيرثود لصالح نادي موناكو مقابل 2 مليون يورو . شارك في أول مباراة رسمية ضمن المرحلة الثانية من بطولة دوري الدرجة الأولى أمام نادي لوريان وحصل على البطاقة الصفراء . في نهاية الموسم أصبح مجموع عدد المباريات 11 مباراة .
بسبب عدم تقديمه أداء مبهر وافق بيرثود على الانتقال إلى نادي أوكسير .

## روابط خارجية
- جيريمي بيرثود على موقع الاتحاد الدولي (مؤرشف)  (الإنجليزية)
- جيريمي بيرثود على موقع رابطة كرة القدم الفرنسية للمحترفين (الإنجليزية)
- جيريمي بيرثود على موقع قاعدة بيانات كرة القدم.إي يو (الإنجليزية)
- جيريمي بيرثود على موقع ليكيب (الفرنسية)
- جيريمي بيرثود على موقع Soccerway.com (الإنجليزية)
- جيريمي بيرثود على موقع عالم كرة القدم.نت (الإنجليزية)